# Maria Cosway
Maria Cosway, nascida Maria Luisa Caterina Cecilia Hadfield (Florença, 11 de junho de 1760 – Lodi, 5 de janeiro de 1838), foi uma artista e educadora italiana, que, após se casar com um artista inglês, trabalhou na Inglaterra, França e finalmente na Itália, onde morreu. Ela se envolveu romanticamente com o futuro presidente dos EUA, Thomas Jefferson, em 1786.